# Jesús Condomines

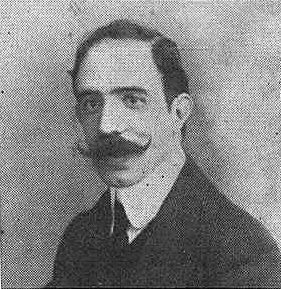
Jesús Condomines

Jesús Condomines Castañeda (Cervera, 1872 - Cervera, 12 de octubre de 1928) fue un abogado y político tradicionalista español. En 1904 fue director del semanario carlista La Avanzada y presidente de la Juventud Carlista de Barcelona. Posteriormente sería secretario de la Junta Provincial Carlista de Barcelona. En 1911 fue elegido concejal del Ayuntamiento de Barcelona por la coalición de derechas, cargo que revalidaría en 1913. Participó en numerosos actos y mítines carlistas y durante su periodo de concejal llevó a la práctica los principios tradicionalistas en el municipio de Barcelona.

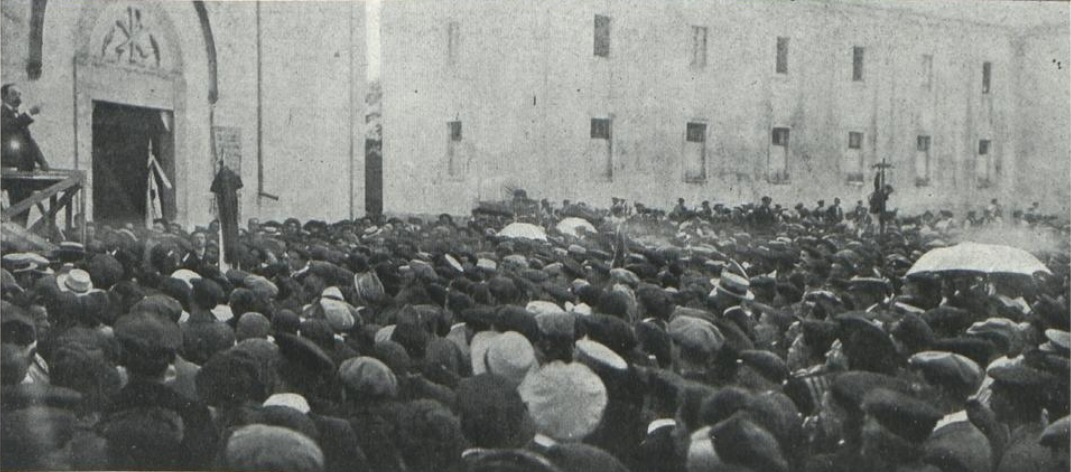
Discurso de Jesús Condomines en Conanglell durante el aplec tradicionalista de Viñolas (1912)